# Limbi balto-finice
Limbile balto-finice sunt o subgrupă a limbilor fino-ugrice, vorbite în jurul Mării Baltice de în jur de 7-8 milioane de persoane. Principalele limbi ale acestei grupe sunt finlandeza și estona, care sunt ambele limbi oficiale a națiunilor corespunzătoare (Finlanda și Estonia). Alte limbi balto-finice sunt: limbi mordvine, limba võro și limba careliană. Limbile votice, livoniene și ingriene au fost balto-finice dar acum nu mai sunt vorbite.
Limbile sami nu fac parte din grupa limbilor balto-finice – relația lor cu aceste limbi este mai îndepărtată. Ca toate limbile fino-ugrice, limbile balto-finice nu au nici o relație genetică cu limbile indo-europene, deși au fost influențate de diverse limbi baltice, slavice și germanice.